# ミラノ大学
ミラノ大学（ミラノだいがく、Università degli Studi di Milano、英語: University of Milan）は、イタリア・ミラノの研究大学。

## 概要
1924年に創立され、約6万人の学生が学んでいる欧州有数のマンモス大学である。イタリアのトップ総合大学の中では非常に若い大学である一方、キャンパスは歴史的建造物の中にあり、また、イタリアの大学の中で唯一、ヨーロッパ研究大学連盟に所属している。

### 評価
- 2021年の世界大学学術ランキングにて、世界第151～200位、イタリアでは第2位とされた[5]。
- 2021年のQS世界大学ランキングにて、世界第301位、イタリアでは第5位とされた[6]。
- 2021年のUSニューズ&ワールド・レポートにて、世界第164位、イタリアでは第5位とされた[7]。

## 組織
大学は10の学部（8のFacoltà、2のScuole）で構成されている。
- 法学部（Facoltà di Giurisprudenza）

- 医学部（Facoltà di Medicina e chirurgia）
- 獣医学部（Facoltà di Medicina veterinaria）
- 農学部（Facoltà di Scienze agrarie e alimentari）
- 薬学部（Facoltà di Scienze del farmaco）
- 政治・経済・社会科学部（Facoltà di Scienze politiche, economiche e sociali）
- 理工学部（Facoltà di Scienze e tecnologie）
- 人文学部（Facoltà di Studi umanistici）

- メディア・言語・文化科学部（Scienze della mediazione linguistica e culturale）
- 運動科学部（Scuole Scienze motorie）

## 著名な出身者

### 政治
- ベッティーノ・クラクシ：イタリア首相
- シルヴィオ・ベルルスコーニ：イタリア首相
- マッテオ・サルヴィーニ：イタリア副首相兼内相
- レティツィア・モラッティ：イタリア教育相

### 学問
- リカルド・ジャコーニ：ノーベル物理学賞受賞
- エンリコ・ボンビエリ：フィールズ賞受賞
- ファビオラ・ジャノッティ：欧州原子核研究機構事務局長
- ウンベルト・ヴェロネージ：乳癌研究者
- アルバート・マントヴァーニ：病理学研究者

### 文化・芸術
- ミウッチャ・プラダ：プラダの創業者
- ジョルジオ・アルマーニ：ファッションデザイナー
- ニーノ・ロータ：作曲家、映画『ゴッドファーザー』の「愛のテーマ」で有名